# Pilgerodendron uviferum
Pilgerodendron uviferum, manchmal mit dem deutschen Namen Chilenische Flusszeder bezeichnet, ist eine Pflanzenart aus der Familie der Zypressengewächse (Cupressaceae). Es ist die einzige Art der Gattung Pilgerodendron; die Koniferenart ist im südlichen Südamerika heimisch.

## Beschreibung
Pilgerodendron uviferum wächst als kleiner immergrüner Baum mit einer schmalen, pyramidalen Baumkrone. Es werden Wuchshöhen von 1,5 bis 10 Meter, teilweise auch bis 18 Meter erreicht. Der Stammdurchmesser kann bis zu 35 Zentimeter erreichen. Es sind Exemplare mit einem Alter von über 500 Jahren gefunden worden. Die Rinde des Stammes ist dunkelbraun und löst sich in langen vertikalen Streifen ab. Die Triebe sind vierreihig mit schuppenförmigen Blättern besetzt, die 2 bis 4 Millimeter lang und 1,5 bis 3 Millimeter breit sind und in einer stumpfen Spitze zulaufen.
Pilgerodendron uviferum ist einhäusig getrenntgeschlechtig (monözisch). Männliche und weibliche Zapfen stehen getrennt an verschiedenen Zweigen. Die weiblichen Zapfen sind 8 bis 10 Millimeter lang und etwa 8 Millimeter breit; sie besitzen vier bis sechs Schuppen. Unter den oberen Schuppen sitzen ein bis zwei zweiflügelige Samen. Die Samen sind asymmetrisch beflügelt; der größere Flügel ist etwa doppelt so groß wie der kleinere. Auf der Rückseite jeder Zapfenschuppe steht ein deutlicher Dorn.
Die Chromosomenzahl beträgt 2n = 22.

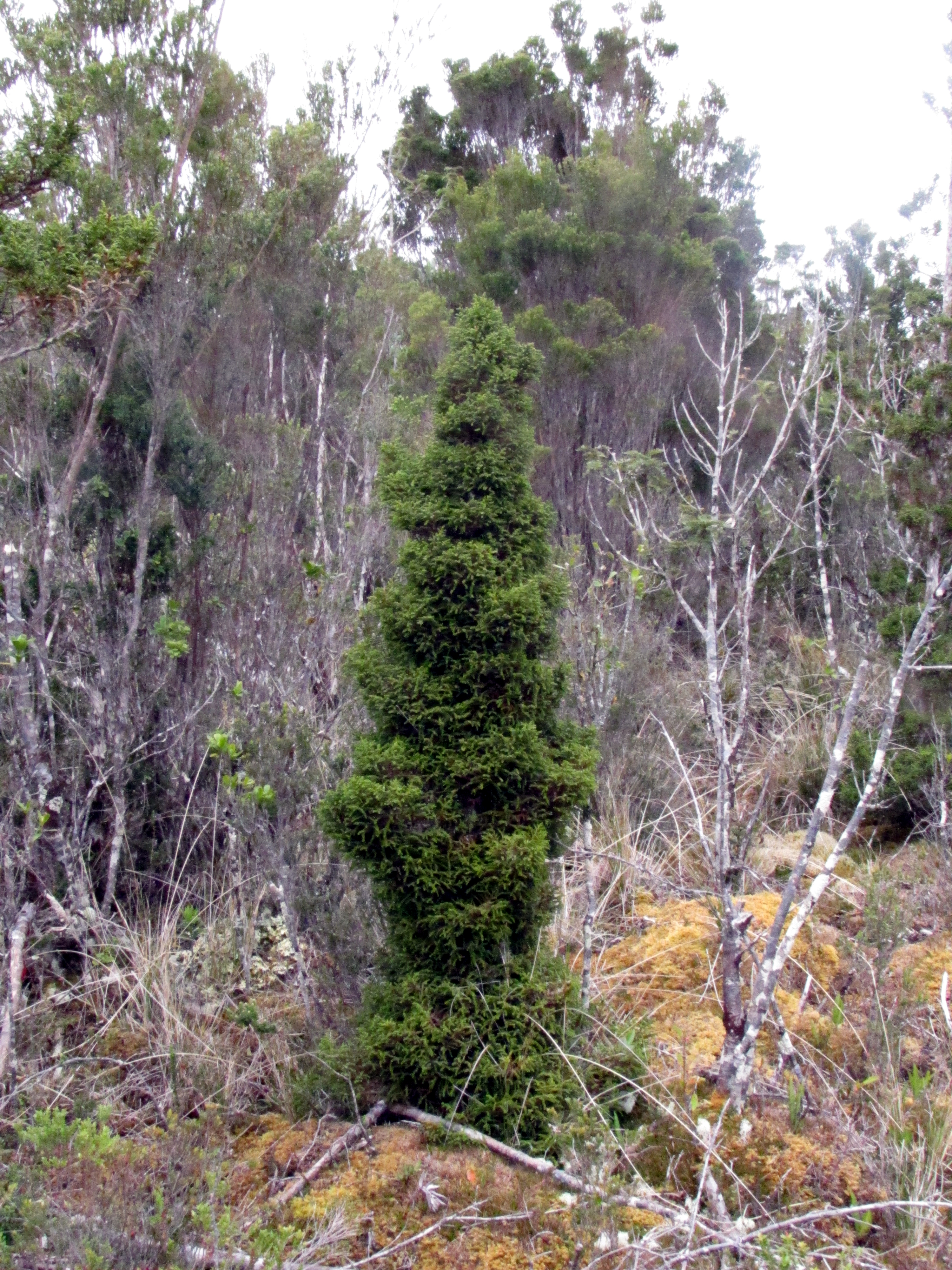
Chilenische Flusszeder (Pilgerodendron uviferum)

## Verbreitung und Standort
Pilgerodendron uviferum ist im südlichen Chile und Argentinien heimisch. Ihre Vorkommen reichen nach Norden in Chile etwa bis zum 40. Breitengrad, in Argentinien kommt sie vom 41. bis zum 47. Breitengrad vor (Neuquén, Rio Negro, Santa Cruz, Tierra del Fuego). Die Vorkommen reichen in Chile weit nach Süden, womit Pilgerodendron uviferum wohl das am südlichsten vorkommende Nadelgehölz Amerikas, vielleicht sogar der ganzen Welt, ist.
Pilgerodendron uviferum gedeiht in Drimys-Nothofagus-betuloides-Küstenwäldern, aber auch im offenen Stand als beherrschende Baumart in Höhenlagen von 0 bis 150 Metern. Im nördlichen Teil des Verbreitungsgebietes ist sie häufig mit der Patagonischen Zypresse (Fitzroya cupressoides) vergesellschaftet.
Pilgerodendron uviferum wächst an sehr nassen Standorten, die niemals austrocknen und einen fast das ganze Jahr über andauernden beständigen Niederschlag aufweisen. Die Art ist bis etwa −20 °C frosthart, verträgt aber keine trockenen und heißen Sommer.

## Systematik
Die durch den britischen Botaniker David Don verfasste Erstbeschreibung dieser Art unter dem Namen (Basionym) Juniperus uvifera wurde 1828 im Werk A description of the genus Pinus von Aylmer Bourke Lambert veröffentlicht. Der deutsche Botaniker Robert Knud Friedrich Pilger benannte diese Art in einem 1926 erschienenen Beitrag für das Werk Die natürlichen Pflanzenfamilien von Adolf Engler und Carl Prantl in Libocedrus uvifera um. Carl Rudolf Florin vergab 1930 den gegenwärtig akzeptierten Namen Pilgerodendron uviferum und stellte die Art damit in eine eigene Gattung. Der Gattungsname ehrt den deutschen Botaniker Robert Knud Friedrich Pilger (1876–1953).